# Nitriliumverbindungen
| Allgemeine Struktur von Nitriliumverbindungen X = variables Gegenion, z. B. Chlorid   |
| ------------------------------------------------------------------------------------- |
| Nitriliumverbindung erhalten durch Protonierung eines Nitrils                         |
| Nitriliumverbindung mit einem organischen Rest R' (z. B. Alkylrest) am Stickstoffatom |

Nitriliumverbindungen sind eine Stoffgruppe der organische Chemie. Es handelt sich um Derivate von Nitrilen, die am Stickstoffatom ein zusätzliches Proton oder eine Organylgruppe tragen. Nitriliumionen sind Kationen und bilden mit Anionen Nitriliumsalze.

## Geschichte
Stabile Nitriliumsalze sind seit den 1950er-Jahren bekannt, als Zwischenprodukte (Intermediate) in verschiedenen Reaktionen jedoch schon früher.

## Herstellung
Ausgehend von Imidoylchloriden können Nitriliumsalze durch Abstraktion eines Chloridions mit einer Lewissäure erhalten werden, beispielsweise Antimonpentachlorid, Aluminiumchlorid oder Bortrichlorid. Eine andere Methode ist die Alkylierung von Nitrilen, beispielsweise mit Triethyloxoniumtetrafluoroborat oder Methyltriflat. Nitriliumverbindungen können weiterhin durch Reaktion eines aromatischen Diazoniumsalzes mit einem Nitril hergestellt werden oder durch die Reaktion von Isonitrilen mit Alkylhalogeniden oder Carbonsäurehalogeniden. Die Reaktion bestimmter Verbindungen mit einer Trichlormethylgruppe, zum Beispiel Benzotrichlorid, mit Antimonpentachlorid führt zu einem Carben, das mit einem Sulfinylamin zu einer Nitriliumverbindung reagiert. Dies ist eine gute Möglichkeit, um N-Arylnitriliumverbindungen herzustellen, die anderweitig schwierig zu erhalten sind.

## Eigenschaften
Nitriliumionen zeigen eine lineare Geometrie. Die C=N-Dreifachbindung ist mit etwa 1,135 Å nur etwas kürzer als in Nitrilen.

## Reaktionen
Nitriliumverbindungen kommen als Intermediate in der Beckmann-Umlagerung, der Ritter-Reaktion, der von-Braun-Reaktion und der Bischler-Napieralski-Reaktion vor. Gezielt hergestellte Nitriliumverbindungen eignen sich als Intermediate zur Herstellung von Iminen und verwandten Verbindungen. So ergibt die Addition eines Amins ein Amidin. Daneben können Nitriliumverbindungen auch in Synthesen von Heterocyclen eingesetzt werden, beispielsweise Chinazoline und Oxadiazole.